# Strategisch spel

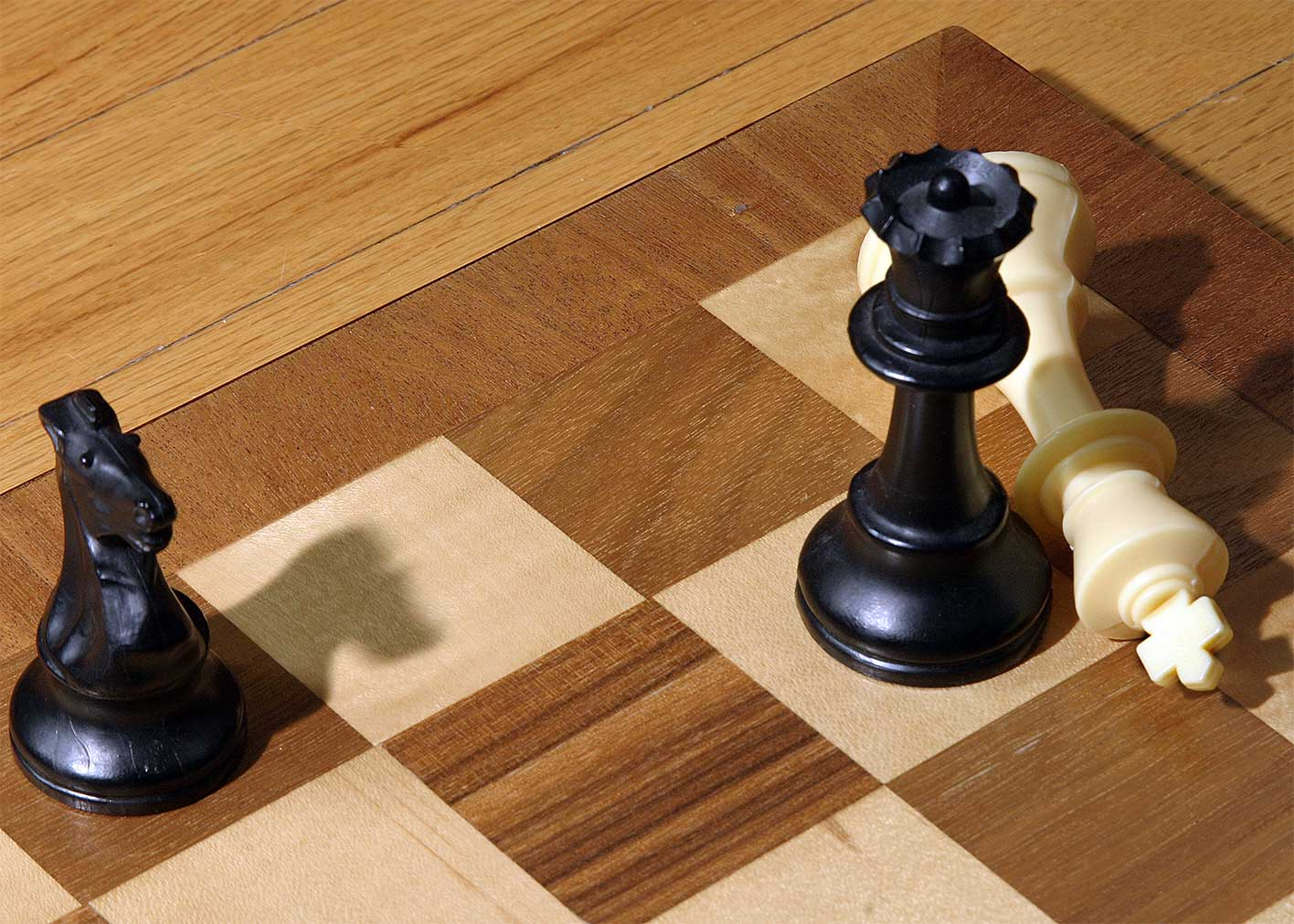
Schaken

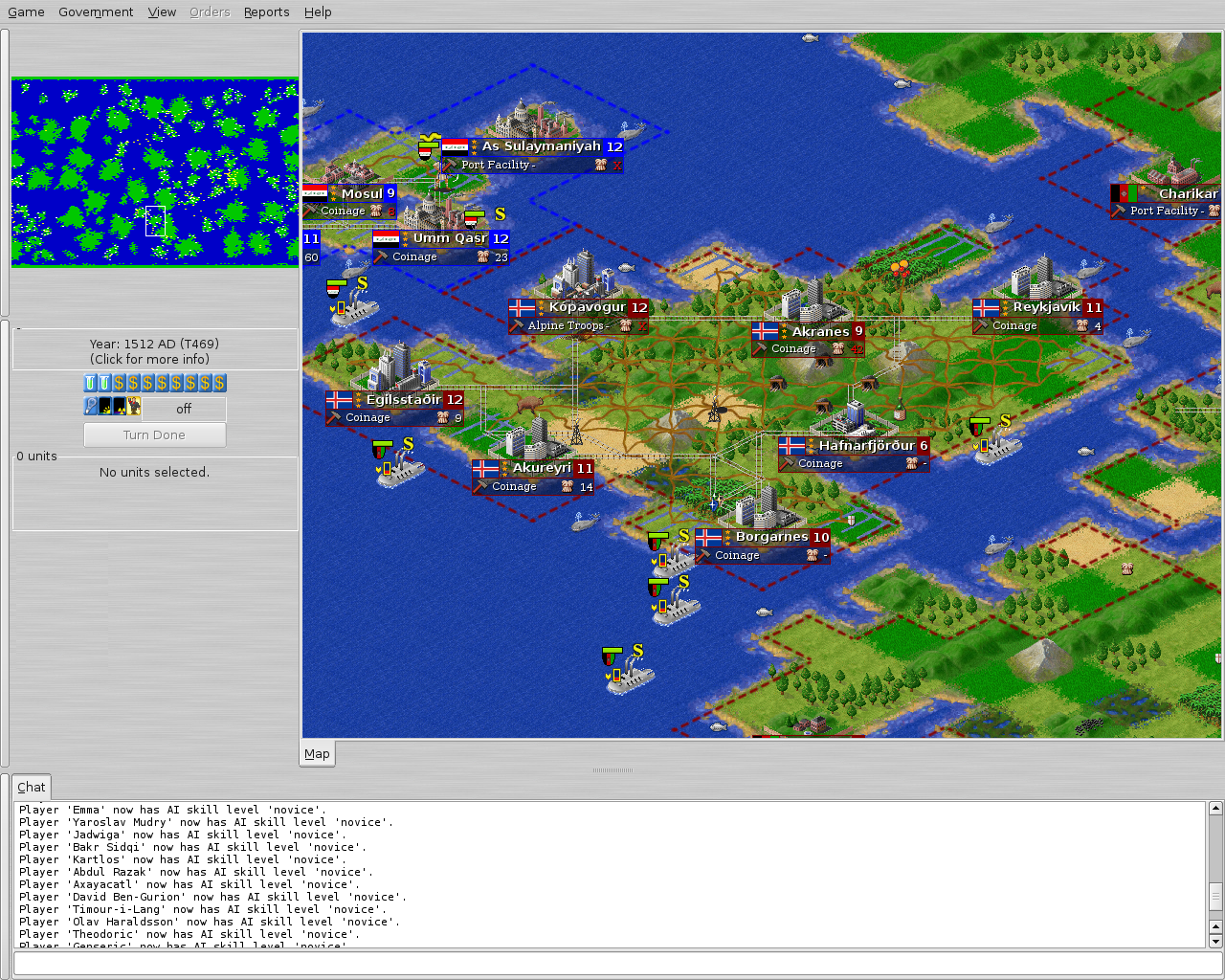
Freeciv

Een strategisch spel of strategiespel is een spel waarbij de speler strategisch inzicht moet gebruiken om te winnen. Het toeval speelt hierbij een ondergeschikte of geen rol. Dergelijke spellen zijn in diverse vormen beschikbaar, zowel analoog (bordspellen) als digitaal (onder andere op computers, gameconsoles en smartphones).

## Bekende spellen
Voorbeelden van klassieke strategische bordspelen zijn go, dammen en schaken. Moderne strategische bordspelen zijn onder andere Catan, Risk en Stratego.

## Wargames
Wargames vormen een speciaal genre strategische spellen waarin de spelers militaire operaties uitvoeren, al dan niet gebaseerd op historische gebeurtenissen. Enkele bekende computer-wargames zijn de Age of Empires-reeks, Civilization, Command & Conquer-serie, Rise of Nations en Warcraft. Een tweede genre strategische computerspellen zijn simulatiespellen, zoals Railroad Tycoon en Sim-spellen. Strategische computerspellen worden verdeeld in twee categorieën: real-time strategy en turn-based strategy.